# Clara Morgane
Clara Morgane (ur. 25 stycznia 1981 w Marsylii) – francuska prezenterka telewizyjna, piosenkarka oraz była aktorka filmów pornograficznych.

## Życiorys

### Wczesne lata
Urodziła się w Marsylii jako Emmanuelle Aurélie Munos. W 1993, w wieku 12 lat zaczęła pracować dla agencji modelek „Houra”.

### Kariera filmowa
W 2000, mając 19 lat zagrała w pierwszym filmie erotycznym Telsev Reveries Exclusives ze swoim chłopakiem – Gregiem Centauro. W 2001 podpisała kontrakt z Blue One. Początkowo występowała jedynie ze swoim chłopakiem, lecz później złamała tę zasadę występując z innymi aktorami.
Pojawiła się w filmach takich jak Straszny film (2000) i Straszny film 2 (2001) jako Clara, Projet X (2001), Max 2 (2001), Faites avec l'Amour Clara Morgane (2001), Snowboarder (2002) jako striptizerka, Laure ou Une sensuelle rencontre (2002), La Sulfureuse (2002), Le Journal de Pauline (2002), La Cambrioleuse (2002) z Ianem Scottem, La Candidate (2002) czy Les dessous de Clara Morgane (2002). W 2001 w Cannes została uhonorowana francuską nagrodą Hot d'Or w kategorii najlepsza francuska gwiazdka.
Dość szybko jej osobą zainteresowały się media. Od września 2001 do sierpnia 2008 prowadziła program Le Journal du Hard na płatnej stacji Canal+. Zajmowała się również udzielaniem porad seksualnych na łamach magazynów przeznaczonych zarówno dla nastolatków, jak i osób dorosłych. Często pojawiała się również we francuskiej telewizji publicznej.
Stworzyła dwie marki bielizny erotycznej: Clara M. oraz Shocking Princess. Pełniła funkcję rzecznika prasowego napoju bezalkoholowego Gini.
W 2003 opublikowała swoją pierwszą autobiografię: Sex Star. Jako pierwsza kobieta z Francji znalazła się na okładce amerykańskiej edycji magazynu „Penthouse”. Była również na okładkach ponad 40 magazynów, m.in.: „Voici”, „Entrevue”, „VSD”, „Playboy”, „Newlook” i „Maxim”, a przez magazyn „FHM” została uznana najseksowniejszą Francuzką i ósmą najseksowniejsza kobietą świata.

### Kariera muzyczna
W 2007 rozpoczęła karierę muzyczną. Jej debiutancki album, DéCLARAtions został wydany 18 czerwca 2007, będąc mieszanką stylów muzycznych (funk, hip-hop i R'n'B). Clara Morgane napisała teksty do wszystkich utworów. Pierwszy singel „J'Aime”, z udziałem rapera Lorda Kossity oraz singel „Sexy Girl” były dostępne w sieci już od 26 marca 2007. Kolejne single to „Nous Deux” i „Le Diable au Corps” (2011).
Od 18 października do końca grudnia 2012 w Théâtre de la Pépinière w Paryżu występowała z programem Kabaret Canaille.

## Nagrody i wyróżnienia
| Rok  | Nagroda           | Kategoria                      | Rezultat |
| ---- | ----------------- | ------------------------------ | -------- |
| 2001 | Hot d'Or          | Najlepsza francuska gwiazdka   | Wygrana  |
| 2002 | Nagroda Penthouse | Ulubienica miesiąca - maj 2002 | Wygrana  |

## Publikacje
- Sex Star, Adcan Edition, 2003, ISBN 2-84814-009-7 (fr.)
- Kâma Sûtra, Adcan Edition, 2004, illustrated ISBN 2-9516572-1-8 (fr.)

## Dyskografia
| Tytuł          | Dane dot. albumu                                         | Pozycja na liście |
| Tytuł          | Dane dot. albumu                                         | FRA               |
| -------------- | -------------------------------------------------------- | ----------------- |
| DéCLARAtions   | - Data: 5 lipca 2007 - Wydawca: Columbia Records         | 46                |
| Nuits Blanches | - Data: 29 listopada 2010 - Wydawca: Péché Capital Média | 108               |